# Jake Bobo
Jackson Bobo, detto Jake (North Andover, 4 agosto 1998), è un giocatore di football americano statunitense che milita nel ruolo di wide receiver per i Seattle Seahawks della National Football League (NFL).

## Carriera universitaria
Bobo iniziò la sua carriera al college a Duke. Nella prima stagione disputò tutte le 13 gare dei Blue Devils ricevendo 10 passaggi per 167 yard e un touchdown. L'anno seguente saltò l'inizio della stagione per la rottura di una vertebra. Nel 2020 guidò Duke con 358 yard ricevute distribuite su 32 ricezioni, segnando un touchdown. Nel 2021 ricevette 74 passaggi per 794 yard e un touchdown. A fine anno decise di cambiare istituto.
Bobo alla fine optò per trasferirsi a UCLA. Nella gara contro Washington numero 15 della classifica ricevette 142 yard e 2 touchdown nella vittoria a sorpresa per 40–32. La sua stagione si chiuse con 57 ricezioni per 817 yard e 7 touchdown.

## Carriera professionistica
Dopo non essere stato scelto nel Draft NFL 2023, Bobo firmò con i Seattle Seahawks. Dopo essersi messo in luce con una pre-stagione positiva, riuscì a entrare nei 53 uomini del roster attivo per l'inizio della stagione regolare. Debuttò come professionista subentrando nella gara della settimana 1 contro i Los Angeles Rams senza ricevere alcun passaggio. Sette giorni dopo ricevette il primo da 3 yard dal quarterback Geno Smith. La settimana successiva segnó il primo touchdown su una ricezione da 5 yard nella vittoria sui Carolina Panthers. Il secondo lo segnó nella settimana 7 nella vittoria sugli Arizona Cardinals. Nel turno successivo segnó la sua prima marcatura su corsa nella vittoria sui Cleveland Browns.
Nel 2024 Bobo segnò un solo touchdown, nella vittoria dell'ultimo turno contro i Los Angeles Rams. Chiuse l'annata con 13 ricezioni per 107 yard, disputando tutte le 17 partite, di cui 3 come titolare.